# Station La Foulquetière
Station La Foulquetière is een spoorwegstation in de Franse gemeente Luçay-le-Mâle. Het station is gesloten.